# Katja Petrowskaja
Katja Petrowskaja (in ucraino Катерина Миронівна Петровська?, Kateryna Myronivna Petrovs'ka; Kiev, 3 febbraio 1970) è una scrittrice e giornalista tedesca d'origine ucraina.

## Biografia
Nata a Kiev nel 1970 e, dopo il disastro di Černobyl', a Mosca come figlia minore del professore di letteratura Miron Petrovskij e dell'insegnante Svetlana. Suo fratello è lo studioso e storico del romanticismo Johann Petrovskij-Štern. Ha compiuto studi di lettere e slavistica all'Università di Tartu, in Estonia, dove è stata particolarmente influenzata dal semiologo Juri Lotman, nel 1994-1995 è stata borsista all'Università di Stanford e alla Columbia University, negli Stati Uniti, laureandosi infine nel 1998 a Mosca all'Università statale russa di scienze umane. La sua tesi: "La prosa poetica di Vladislav Chodasevič". 
Nel 1999 si è trasferita in Germania dove vive con il marito e le due figlie a Berlino  e lavorando come giornalista per vari media russi, come la rivista Snob, e per quotidiani in lingua tedesca quali il Neue Zürcher Zeitung. Dal 2011 scrive anche la rubrica “La diva dell'Ovest-Est” per il giornale domenicale Frankfurter Allgemeine Zeitung. Katja Petrowskaja scrive i suoi testi in tedesco e non nella sua lingua madre, ucraino o russo. Suo marito e  la critica letteraria Sieglinde Geisel sono coinvolti nella revisione approfondita dei suoi testi.
Nel 2010 ha ricevuto la borsa di studio Grenzgänger della Fondazione Robert Bosch per la ricerca sul suo lavoro Forse Esther e nel 2013 la borsa di studio della Künstlerhaus Ahrenshoop.
Per il libro fotografico The Elect, pubblicato nel 2012 con il titolo Die Auserwählten. Ein Sommer im Ferienlager in Orlionok, ha accompagnato la fotografa Anita Back al campo di vacanze per bambini e giovani di Orlënok: vi descrive la ricerca di un pezzo della sua infanzia sovietica.
Nel 2013, su invito di Hildegard Elisabeth Keller, ha preso parte al concorso Ingeborg Bachmann Prize e ha vinto il premio principale con un estratto dalla sua opera Forse Esther, la storia di una ragazza che somiglia alla sua bisnonna, rapita a Kiev nel 1941 e uccisa nel massacro di Babij Jar.  Un romanzo quindi in parte autobiografico in cui la scrittrice racconta il genocidio degli ebrei a Kiev da parte dei Nazionalsocialisti ripercorrendo l'odissea di una famiglia ebrea dall'impero asburgico a quello sovietico. La giuria annota che il testo è "l'appropriazione di una storia da parte delle generazioni successive" e "un grande dono alla lingua tedesca". Con Forse Esther nel 2015 ha ricevuto anche il Premio Strega Europeo e il Schubart-Literaturpreis.
Nell'ottobre 2015 ha realizzato un progetto presso il Centro internazionale di ricerca per gli studi culturali di Vienna dal titolo provvisorio "Tutto ciò che accade" sul tema delle foto e su come gli spettatori le vedono.

## Opere
- Die Auserwählten. Ein Sommer im Ferienlager von Orlionok. Bildreportage von Anita Back mit einem Essay von Katja Petrowskaja und einem Vorwort von Joachim Jäger. Braus, Berlin 2012, ISBN 978-3-86228-029-2
- Forse Esther (Vielleicht Esther, 2014), trad. di Ada Vigliani, Milano, Adelphi, 2014, ISBN 978-88-459-2928-1.
- Mitwirkende am Erlebnisbericht Dity vijny : spohady očevydciv z Ukraïny ta Nimeččyny = Kinder des Krieges : biografische Aufzeichnungen aus der Ukraine und Deutschland. Anastasija Vasylivna Hulej und Peter Wetzel (Hrsg.), Katja Petrowskaja (Mitwirkende), Jurko Prochasʹko (Übersetzer). Kiew: Vydavnyctvo "Feniks" [2018], 351 Seiten, Illustrationen. ISBN 978-966-136-556-7
- Tausendundein Buch. In: Katharina Raabe, Frank Wegner (Hrsg.): Warum Lesen? Mindestens 24 Gründe. Suhrkamp, Berlin 2020, ISBN 978-3-518-07399-5, S. 15–30 (Anthologie).
- La foto mi guardava (Das Foto schaute mich an. Kolumnen. Suhrkamp, Berlin 2022), trad. di Ada Vigliani, Collana Fabula, Milano, Adelphi, 2024, ISBN 978-88-459-3877-1.

## Premi e riconoscimenti
- Ingeborg-Bachmann-Preis: 2013 vincitrice con Forse Esther
- Aspekte-Literaturpreis: 2014 vincitrice con Forse Esther
- Premio Strega Europeo: 2015 vincitrice con Forse Esther
- Schubart-Literaturpreis: 2015
- Ernst-Toller-Preis: 2015